# Daytona Championship USA
Daytona Championship USA est un jeu vidéo de course de NASCAR en 3D développé par Sega-Amusement, commercialisé par Sega sur borne d'arcade en 2017. Il est le 3e jeu de la série à sortir en arcade, après Daytona USA, Daytona USA 2 : Battle on the Edge.

## Description
Le jeu propose des courses de stock-car, le joueur peut être amené à affronter plusieurs dizaines d'adversaires simultanément. Le style de conduite est typé arcade : cela signifie que la prise en main est immédiate, contrairement à jeu typé simulation, où le réalisme prime.
L'objectif est de terminer a la meilleure place, tout en finissant la course avant que le compte à rebours ne tombe à zéro.

## Système de jeu
Deux modes de jeu sont proposés : Course simple et Championnat.
6 circuits sont proposés, répartis en 3 niveaux de difficulté.
Le joueur ne peut choisir qu'un seul véhicule. Il a cependant le choix entre une transmission automatique ou manuelle, la première octroyant un léger avantage en accélération, la seconde en performance de freinage.
Le nombre de joueurs dépend du nombre de bornes disponible dans la salle d'arcade. Quatre bornes placées côte à côte signifie donc que quatre joueurs peuvent jouer simultanément. Le nombre peut même monter à huit, puisque chaque borne dispose de deux volants.
Quatre positions de caméra sont disponibles : vue pare-chocs, vue capot, vue proche au-dessus de la voiture et vue éloignée au-dessus de la voiture.
Le jeu est disponible en version internationale dans les langues suivantes : anglais, italien, espagnol, portugais, français, russe, turc et chinois.

## Liste des circuits
| Nom du circuit                                                       | Difficulté | Détail                                                    |
| -------------------------------------------------------------------- | ---------- | --------------------------------------------------------- |
| Daytona International Speedway                                       | Facile     | Reproduction du circuit réel éponyme                      |
| Tree Seven Speedway (facile) circuit issu du jeu Daytona USA de 1994 | Facile     | Refonte visuelle HD du circuit de Daytona USA (jeu vidéo) |
| Lake Side Castle                                                     | Avancé     | Circuit original                                          |
| Dinosaur Canyon                                                      | Avancé     | Refonte visuelle HD du circuit de Daytona USA (jeu vidéo) |
| Metro City                                                           | Expert     | Circuit original                                          |
| Seaside Street Galaxy                                                | Expert     | Refonte visuelle HD du circuit de Daytona USA (jeu vidéo) |

## Borne
Le jeu fonctionne sur un système SEGA-Europa-R.
La borne mesure 1 680 × 1 080 × 2 240 cm et est équipée d'un écran HD d'une taille de 42 pouces, d'un siège baquet fixe, un volant, un pédalier à deux éléments et un boitier de changement de vitesse à quatre positions. Elle est proposée dans une livrée inspirée de la voiture Hornet, iconique de la série.
Un système de caméra située en face du siège permet de diffuser durant la course le portrait vidéo des différents joueurs au sein du jeu, afin de stimuler les réactions entre les joueurs.
La borne est également disponible en version SDLX, proposant une immersion renforcée par l'utilisation d'un écran de 65 pouces, et d'un siège pivotant pour simuler les chocs et les transferts de masse.

## Musique
Les morceaux de musiques sont des reprises des morceaux du jeu original de 1994, composés et toujours chantés par Takenobu Mitsuyoshi.